# Morderca znad Connecticut River
Morderca znad Connecticut River – niezidentyfikowany seryjny morderca, który w latach 1978–1987 działał w okolicach miasta Claremont, w stanie New Hampshire. Zamordował 7 kobiet – wszystkie zostały zadźgane nożem, a ich ciała znaleziono w lasach położonych w dolinie rzeki Connecticut River. 

## Okoliczności zbrodni
Ofiarami tajemniczego mordercy padło siedem kobiet w przedziale wiekowym 16–38 lat. Sześć ofiar zaginęło w tajemniczych okolicznościach w okolicach lub na terenie miasta Claremont – siódmą ofiarę zamordowano we własnym domu. Ich zwłoki odnajdywano w lasach położonych w dolinie rzeki Connecticut River nawet kilka lat po morderstwie. Cechą wspólną było to, że wszystkie ofiary zginęły od wielu ciosów zadanych nożem. Motywy zbrodni nie są do końca jasne. Ze względu na stopień rozkładu odnalezionych zwłok, nie udało się potwierdzić motywu seksualnego, choć jest on prawdopodobny w dwóch przypadkach.  
Ofiary zaginęły w tajemniczych okolicznościach. W trzech przypadkach kobiety korzystały z autostopu i w ten sposób prawdopodobnie spotkały mordercę. Najbardziej zagadkowe jest zaginięcie Ellen Fried. Kobieta była pielęgniarką w Valley Regional Hospital w Claremont. Po zakończeniu pracy zadzwoniła do siostry z budki telefonicznej mieszczącej się przy szpitalu. W trakcie rozmowy kobieta przekazała siostrze, że ktoś obserwuje ją z zaparkowanego samochodu. Fried poinformowała siostrę, że zadzwoni do niej, gdy tylko dotrze do domu. Kobieta nigdy tam nie dotarła – jej samochód znaleziono porzucony na poboczu drogi prowadzącej do Claremont, a jej zwłoki rok i dwa miesiące później. 
Policja z Claremont zorientowała się, że w mieście działa seryjny morderca, dopiero w kwietniu 1986 roku, gdy w lesie znaleziono zeszkieletowane zwłoki dwóch kobiet w odległości 150 metrów od siebie. Wtedy powiązano ze sobą pozostałe morderstwa.

## Ofiary
| L.p. | Nazwisko             | Wiek | Data morderstwa      | Data odnalezienia zwłok |
| ---- | -------------------- | ---- | -------------------- | ----------------------- |
| 1.   | Cathy Millican       | 27   | 24 października 1978 | 25 października 1978    |
| 2.   | Elizabeth Critchley  | 37   | 25 lipca 1981        | 9 sierpnia 1981         |
| 3.   | Bernice Courtemanche | 16   | 30 maja 1984         | 19 kwietnia 1986        |
| 4.   | Ellen Fried          | 27   | 20 lipca 1984        | 19 września 1985        |
| 5.   | Eva Morse            | 27   | 10 lipca 1985        | 25 kwietnia 1986        |
| 6.   | Lynda Moore          | 36   | 15 kwietnia 1986     | 15 kwietnia 1986        |
| 7.   | Barbara Agnew        | 38   | 10 stycznia 1987     | 28 marca 1987           |

Uważa się, że Morderca znad Connecticut River mógł odpowiadać za dwie inne nierozwiązane zbrodnie:
- 24 czerwca 1988 roku w Warwick, 78 kilometrów od Claremont, znaleziono obcięte ręce i nogi. Kończyny należały do młodej niezidentyfikowanej kobiety, którą zamordowano i poćwiartowano. Pozostałych fragmentów zwłok nigdy nie odnaleziono.
- 6 sierpnia 1988 roku nieznany sprawca usiłował zamordować 22-letnią Jane Boroski. Kobieta została napadnięta na parkingu, a sprawca zadał jej kilkanaście ciosów nożem. Następnie mężczyzna odjechał SUV-em marki Jeep Wagoneer. Ranna Boroski wsiadła do swojego samochodu i ruszyła do domu swojej koleżanki po pomoc. Po drodze przypadkiem minęła jeepa sprawcy. Gdy Boroski była zabierana przez sanitariuszy do karetki, zauważyła stojącego nieopodal jeepa oraz napastnika, który przyglądał się akcji ratowniczej[2].

## Podejrzani
W trakcie śledztwa wytypowano dwóch podejrzanych, jednak żadnemu nigdy nie postawiono zarzutów morderstwa kobiet:
- Michael Nicholaou – weteran wojny w Wietnamie, nagrodzony dwoma Purpurowymi Sercami. Po powrocie z wojny cierpiał na zespół stresu pourazowego i znęcał się nad rodziną. W 1988 roku posiadał Jeepa Wagoneera, a takim pojazdem jeździł mężczyzna, który usiłował zabić Jane Boroski. Kobieta stwierdziła, że Nicholaou posiada pewne podobieństwo do napastnika. Teorię o jego winie, podważa fakt, iż gdy w Claremont dochodziło do morderstw, Nicholaou mieszkał wiele kilometrów dalej. W 2005 roku mężczyzna zastrzelił swoją drugą żonę oraz pasierbicę, a następnie popełnił samobójstwo[3].
- Delbert C. Tallman – mężczyzna, który był w 1984 roku podejrzany o gwałt i morderstwo nastolatki w Hartland, 18 kilometrów od Claremont. Jej zwłoki odnaleziono w pobliżu miejsca, w którym trzy lata później znaleziono zwłoki Barbary Agnew. W 1996 roku, Tallam został skazany na karę więzienia za czyny lubieżne[4].